# Geoff Wiles
Geoffrey „Geoff“ Wiles (* 18. Juni 1944 in Strood) ist ein ehemaliger britischer Radrennfahrer und nationaler Meister im Radsport.

## Sportliche Laufbahn
Wiles begann mit 15 Jahren mit dem Radsport im Verein Medway Road Club. 1966 siegte er in einem Etappenrennen auf der Isle of Wight. Daraufhin wurde er für ein Regionalteam für das Milk Race nominiert, wobei er eine Etappe gewann. Auch in der Tour of Scotland holte er einen Tageserfolg. 1967 wurde er Mitglied der britischen Nationalmannschaft und bestritt die Polen-Rundfahrt (1968 wurde er dort 30.), die Marokko-Rundfahrt, die Tour de l’Avenir und andere Etappenrennen. Die Internationale Friedensfahrt fuhr er 1967 (32.) und 1968 (31.). 1968 gewann er je eine Etappe in der Tour of Scotland und in der Irland-Rundfahrt. Das Etappenrennen Chequers Chiltern Four Day entschied er 1969 vor Alan Lloyd für sich. Im Manx International, dem bedeutendsten britischen Eintagesrennen für Amateure, wurde er Zweiter hinter Peter Buckley. 1969 siegte er in der Tour of the Chilterns.
1970 wurde er Berufsfahrer im Radsportteam Clive Stuart. 1976 gewann er den nationalen Titel im Straßenrennen der Profis. 1977 wurde er Dritter der Meisterschaft, als Phil Edwards den Titel gewann. Im Bahnradsport siegte er 1971 gemeinsam mit David Nie in der Meisterschaft im Zweier-Mannschaftsfahren. 1975 wurde er hinter Sid Barras Zweiter im Tom Simpson Memorial.
1970, 1975 und 1976 startete er bei den UCI-Straßen-Weltmeisterschaften, er schied in den Rennen aus.
1981 beendete er seine Laufbahn. Als Senior war er weiterhin im Radsport erfolgreich und konnte dabei Goldmedaillen bei den Weltmeisterschaften seiner Altersklassen gewinnen.

## Berufliches
Wiles war während und nach seiner aktiven Laufbahn als Organisator von Sportveranstaltungen aktiv. Er war auch als Kommentator für TV-Stationen tätig.